# Otto Andersson (skridskoåkare)
Otto Robert Andersson, född 5 juli 1891 i Bergshammars församling utanför Nyköping, död 2 mars 1976 i Linköping, var en svensk skridskoåkare. Han var en av de framstående skridskoåkarna under början av 1900-talet, med flera medaljer från mästerskap samt ett flertal svenska mästerskapstitlar och svenska rekord.
Under sin karriär vann Andersson samtliga fyra distanser inom skridskoåkning – 500 meter, 1500 meter, 5 000 meter och 10 000 meter. Hans stora genombrott kom 1909 när han oväntat vann 10 000 meter på svenska mästerskapen och tog silver i totalställningen.